# Gare de Kelenföld
La gare de Kelenföld (hongrois : Kelenföld vasútállomás, prononcé [ˈkɛlɛnføld ˈvɒʃuːtˌaːlːoma:ʃ] ), anciennement « Budapest-Kelenföld », est une gare ferroviaire hongroise, situé dans le sud-ouest de la ville de Budapest dont elle est la quatrième gare par sa fréquentation.
Elle est mise en service en 1861 comme gare de banlieue à la jonction des lignes allant à la gare de Buda (actuellement gare de Budapest-Déli) et à la gare de Ferencváros. 
Gare de la Magyar Államvasutak (MÁV : chemins de fer hongrois), elle est également centre multimodal reliant différents réseaux de transports en commun : le métro de Budapest (ligne M4), le tramway de Budapest, ainsi que les bus urbains et suburbains.

## Situation ferroviaire

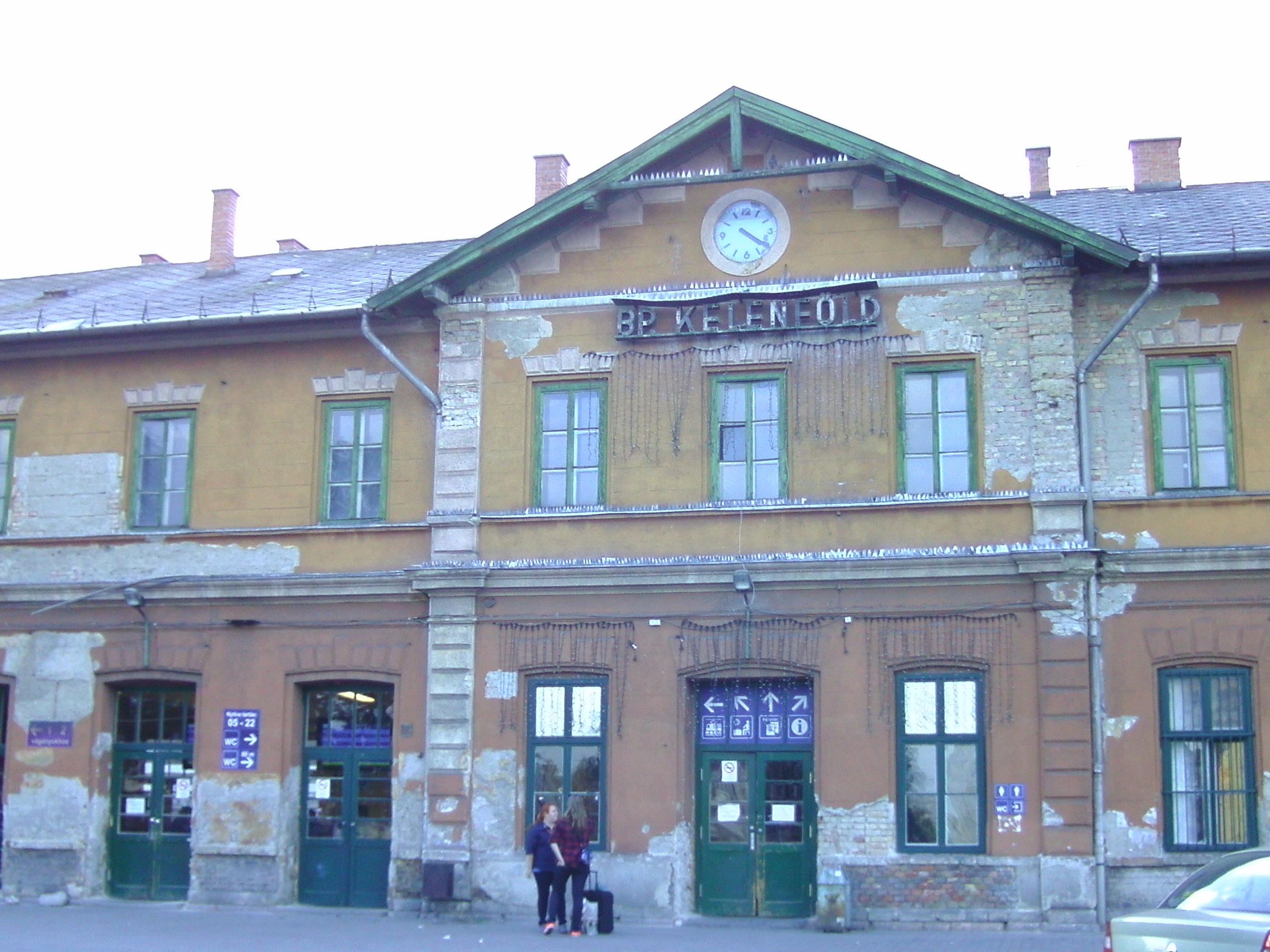
Ancien bâtiment de gare.
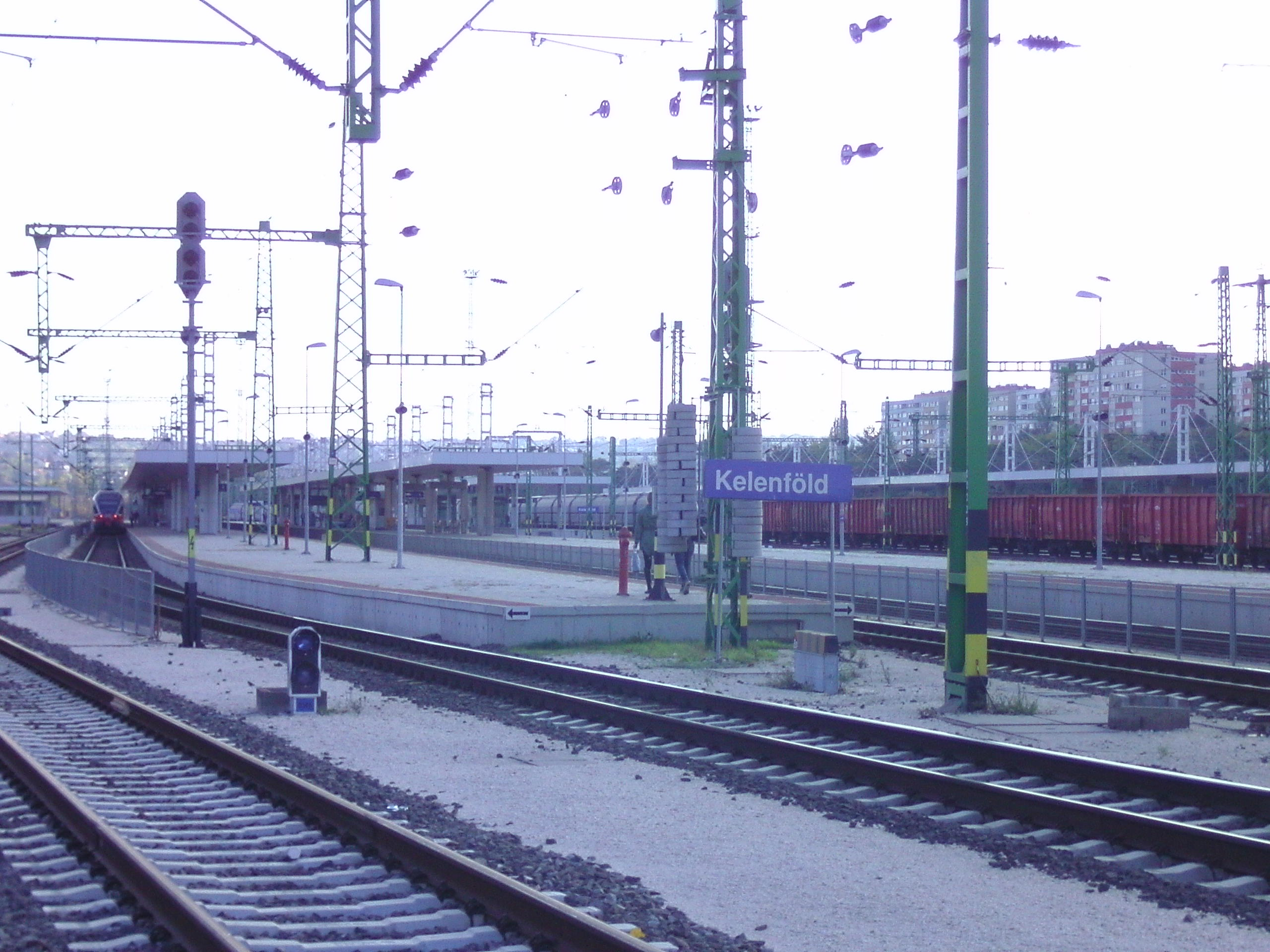
Voies et quais en 2014.

## Histoire
La gare est mise en service en 1861.

### Accueil

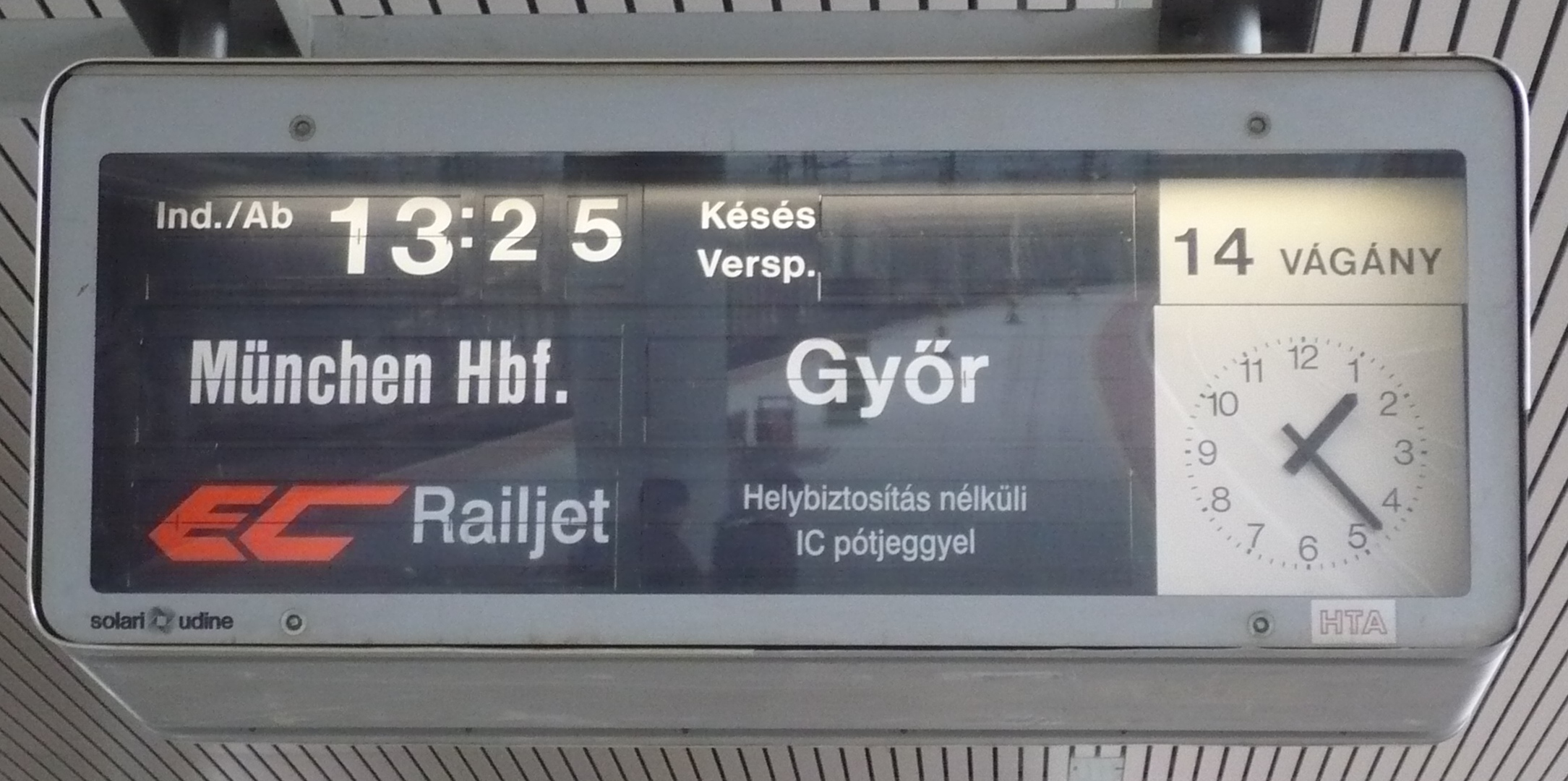

## Service des voyageurs

### Desserte
Kelenföld est essentiellement desservie par des trains effectuant des liaisons avec l'ouest de la Hongrie, notamment les villes de Székesfehérvár, Győr, Veszprém, Szombathely et Zalaegerszeg et les lignes autour du lac Balaton, mais également des liaisons internationales vers Vienne, Graz, Munich, Bratislava, Prague, Rijeka, Venise, Zagreb et Ljubljana. Il s'agit pour ces dernières de liaison en transit, les trains partant pour la plupart de la Gare de Budapest-Keleti.

### Intermodalité

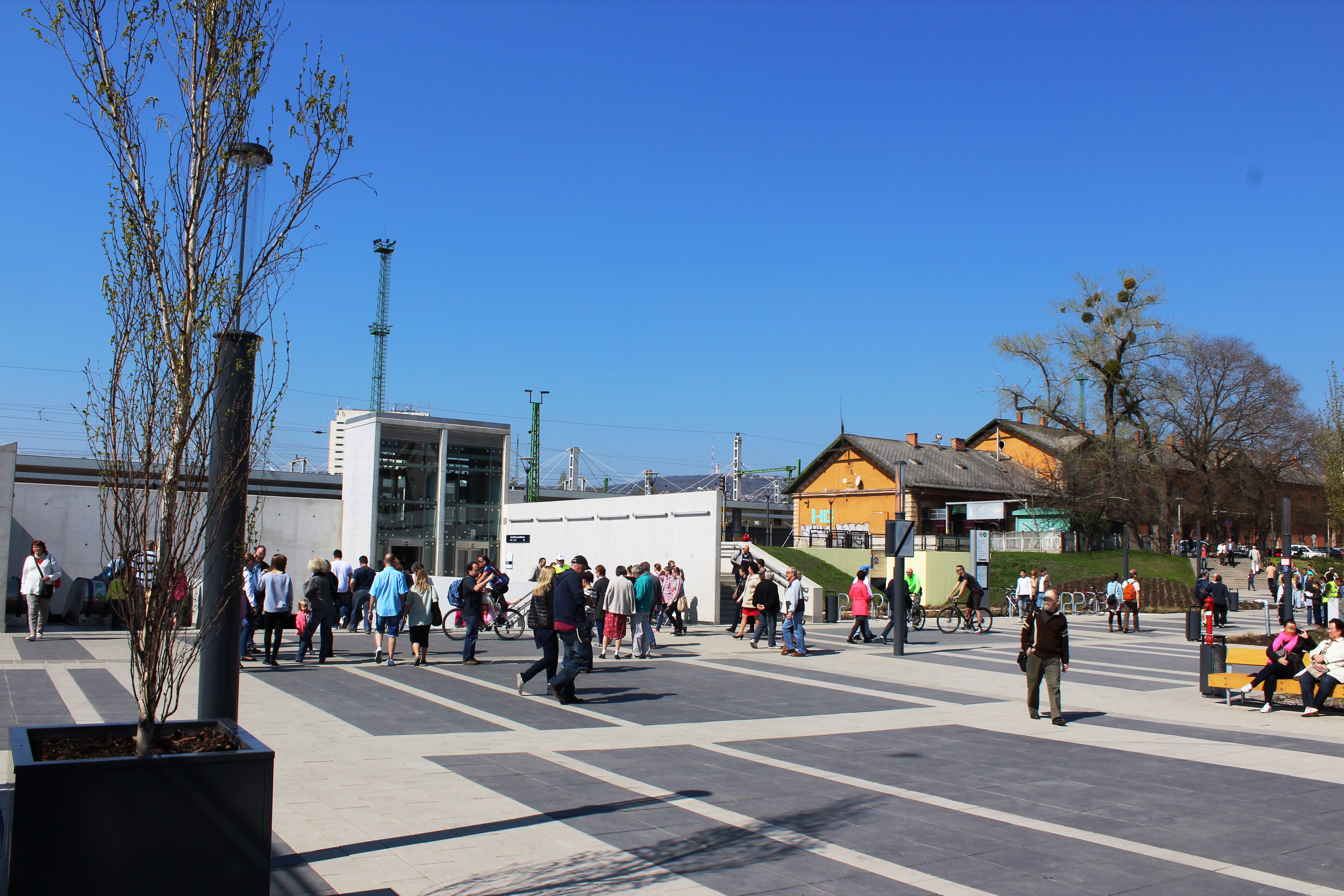
Entrée de la gare ferroviaire et métro.

La gare est située à côté de la station Kelenföld vasútállomás terminus de la ligne M4 du métro de Budapest qui permet notamment de se rendre à la gare de Budapest-Keleti dont les trains desservent l'Est de la Hongrie.
Elle est le terminus des ligne 1, ligne 19 et de la ligne 49, du tramway de Budapest, qui permettent d'atteindre le centre-ville en une dizaine de minutes. Ces tramways desservent aussi les quartiers de la rive droite du Danube.
Elle dispose également de deux terminaux routiers. L'un est desservie par des bus urbains du réseau de bus BKV (trente lignes) et l'autre par des bus suburbains du réseau Volánbusz (dix-huit lignes). Ces lignes desservent surtout les quartiers Sud et Ouest de Buda, ainsi que des localités plus lointaines du comitat de Pest.